# Лелово
Лелово или Лельово (на гръцки: Άγιος Αντώνιος, Агиос Андониос, до катаревуса: Λέλοβον, Леловон, до 1927 година Λέλοβο, Лелово) е село в Егейска Македония, Гърция, дем Кукуш (Килкис) на административна област Централна Македония. Лелово има население от 149 души (2001).

## География
Селото е разположено на 20 километра североизточно от град Кукуш (Килкис) и на 10 километра североизточно от демовия Коркутово (Терпилос) в планината Карадаг (Мавровуни) на Пейкова река.

## История

### В Османската империя
Селото се споменава в османски регистър за доганджиите в Румелия, за задълженията и земевладеенето им от началото на последната четвърт на XV век. От Лелово (Лилова) са регистрирани 21 домакинства с доход 1345 акчета.
В XIX век Лелово е смесено българо-турско село в каза Аврет Хисар (Кукуш) на Османската империя. Църквата „Свети Антоний“ е от 1880 година. В „Етнография на вилаетите Адрианопол, Монастир и Салоника“, издадена в Константинопол в 1878 година и отразяваща статистиката на населението от 1873, Лиельово (Liélovo) е посочено като селище в каза Аврет Хисар (Кукуш) с 66 домакинства, като жителите му са 48 мюсюлмани и 290 българи.
Според статистиката на Васил Кънчов („Македония. Етнография и статистика“) в 1900 година Лелово има 400 жители българи християни и 250 турци.
Християнското население на селото е разделено в конфесионално отношение. По данни на секретаря на Българската екзархия Димитър Мишев („La Macédoine et sa Population Chrétienne“) в 1905 година в Лельово (Leliovo) има 360 българи екзархисти и 120 българи униати в селото работят българско православно (1 учител и 22 ученици) и униатско училище (1 учител и 32 ученици).
В Морарци и Лельово служи униатският свещеник Мико Наков (1904 – 1919).
При избухването на Балканската война в 1912 година 30 души от Лелово са доброволци в Македоно-одринското опълчение.

### В Гърция
След Междусъюзническата война Лелово попада в Гърция. Населението му се изселва в България и Турция и на негово място са настанени понтийски гърци бежанци от малоазийското село Агиос Андониос. През 1926 години селото е прекръстено на Агиос Андониос, но официално промяната влиза в регистрите в следващата 1927 година. В 1928 година селото е изцяло бежанско с 68 семейства и 208 жители бежанци.
След 1919 година част от българските униатски жители на селото се установяват край Гара Левуново, където основават село Делчево, днес Ново Делчево.
Преброявания
| Година | Брой |
| ------ | ---- |
| 1928   | 265  |
| 1940   | 416  |
| 1951   | 164  |
| 1961   | 218  |
| 1971   | 125  |
| 1981   | 117  |
| 1991   | 124  |
| 2001   | 149  |

## Личности
Родени в Лелово
- Атанас Гоцев (Насо Гоцов) (1891 – ?), македоно-одрински опълченец, въглищар, ІІ отделение, Кукушка чета, 4 рота на 15 щипска дружина[10]
- Вано Донев (1892/1893 – ?), македоно-одрински опълченец, воденичар, неграмотен, Кукушка чета[11]
- Васил Илиев Стоянов (1884 – 1917), македоно-одрински опълченец, въглищар, неграмотен, четата на Крум Пчелински, 3 рота на 15 щипска дружина[12] Загинал през Първата световна война.[13]
- Георги Антонов, македоно-одрински опълченец, 20-годишен, нестроева рота на 5 одринска дружина[14]
- Георги Димитров Тасев (Гоце) (1878 – 1974) Кукушка чета „Македоно-одринското опълчение 1912-1913 г. от 1923 г.бежанец в България – София, където и почива – гайдар във фолклорен ансамбъл „Гоце Делчев“
- Гоце Донев (Донов, 1885 – ?), македоно-одрински опълченец, ІІІ отделение, четата на Иван Ташев и Рума Делчева[15]
- Гоце Иванов (1888 – ?), македоно-одрински опълченец, ІV отделение, Кукушка чета, 15 щипска дружина[16]
- Гоце (Георги) Митров (Митов, Митрин, 1887 – ?), македоно-одрински опълченец, ІІ отделение, Кукушка чета, 3 рота на 15 щипска дружина[17]
- Гоце Стоев, македоно-одрински опълченец, 3 рота на 3 солунска дружина[18]
- Гоце Стоянов (1888 – ?), македоно-одрински опълченец, Кукушка чета[19]
- Григор (Глигор) Васков (1888/1889 – ?), македоно-одрински опълченец, ІІІ отделение, Кукушка чета, 4 рота на 15 щипска дружина[20]
- Иван Андонов, македоно-одрински опълченец, 4 рота на 15 щипска дружина, носител на орден „За храброст“ ІV[21]
- Кольо Динов (1882 – ?), македоно-одрински опълченец, въглищар, ІV отделение, Кукушка чета[22]
- Кольо М. Боянов (1882 – ?), македоно-одрински опълченец, Кукушка четаа[23]
- Кольо Митрев (1882 – ?), македоно-одрински опълченец, Кукушка чета, 4 рота на 15 щипска дружина[24]
- Кольо (Никола) Христов (1887 – ?), македоно-одрински опълченец, ІІІ отделение, Кукушка чета, 4 рота на 15 щипска дружина[25]
- Нако Иванов (1888 – ?), македоно-одрински опълченец, Кукушка чета[26]
- Никола Андонов, македоно-одрински опълченец, 21-годишен, четата на Иван Ташев, 4 рота на 15 щипска дружина[27]
- Петър Г. Янков, македоно-одрински опълченец, 15 щипска дружина[28]
- Петър Донев (1892/1893 – ?), македоно-одрински опълченец, ІІ отделение, Кукушка чета, 4 рота на 15 щипска дружина[11]
- Петър Иванов, македоно-одрински опълченец, 2 рота на 15 щипска дружина[29]
- Тане Гегов (1883 – ?), македоно-одрински опълченец, Кукушка чета[30]
- Тома Петков (1887 – ?), македоно-одрински опълченец, въглишар, неграмотен, Кукушка чета, 2 рота на 15 щипска дружина[31]
- Туше Панов, македоно-одрински опълченец, 4 рота на 15 щипска дружина[32]
- Туше Танов (1888 – ?), македоно-одрински опълченец, ІV отделение, Кукушка чета, 4 рота на 15 щипска дружина[33]
- Христо Динов (1875 – ?), македоно-одрински опълченец, Кукушка чета[34]
- Христо Костов (1893 – ?), македоно-одрински опълченец, ІV отделение, Кукушка чета, 4 рота на 15 щипска дружина[35]
- Христо Коцов (1892 – ?), македоно-одрински опълченец, Кукушка чета[36]
- Христо Пецов (Пацов, 1888 – ?), македоно-одрински опълченец, Кукушка чета, 2 рота на 15 щипска дружина[37]
- Христо Пецов, македоно-одрински опълченец, 4 рота на 15 щипска дружина, 4 рота на 11 сярска дружина[37]
- Христо Стоев (Стоянов, 1880/1883 – ?), македоно-одрински опълченец, Кукушка чета[38]